# Nectamia luxuria
Nectamia luxuria är en fiskart som beskrevs av John Fraser 2008. Nectamia luxuria ingår i släktet Nectamia och familjen Apogonidae. Inga underarter finns listade i Catalogue of Life.